# Prezydenci Wybrzeża Kości Słoniowej

## Lista prezydentów Wybrzeża Kości Słoniowej
| Osoba | Osoba   | Osoba                              | Kadencja             | Kadencja             | Partia polityczna                             |
| #     | Portret | Imię i nazwisko                    | Od                   | Do                   | Partia polityczna                             |
| ----- | ------- | ---------------------------------- | -------------------- | -------------------- | --------------------------------------------- |
| 1     |         | Félix Houphouët-Boigny (1905–1993) | 3 listopada 1960     | 7 grudnia 1993       | Partia Demokratyczna Wybrzeża Kości Słoniowej |
| 2     |         | Henri Konan Bédié (1934–2023)      | 7 grudnia 1993       | 24 grudnia 1999      | Partia Demokratyczna Wybrzeża Kości Słoniowej |
| 3     |         | Robert Guéï (1941–2002)            | 24 grudnia 1999      | 26 października 2000 | wojskowy                                      |
| 4     |         | Laurent Gbagbo (1945–)             | 26 października 2000 | 11 kwietnia 2011     | FPI                                           |
| 5     |         | Alassane Ouattara (1942–)          | 4 grudnia 2010       | nadal                | RDR                                           |